# 舞孃 (歌曲)
〈舞孃〉（英語：Dancing Diva）是臺灣歌手蔡依林的歌曲，收錄於其第八張錄音室專輯《舞孃》。該歌曲由陳鎮川作詞、Miriam Nervo、Olivia Nervo及Greg Kurstin作曲、阿弟仔製作。該歌曲作為專輯單曲於2006年4月26日由百代音樂和天熹娛樂發行。

## 背景
2005年12月21日，媒體報導蔡依林已開始為新專輯收歌，預計該專輯將於翌年3月或4月發行。2006年2月14日，蔡依林簽約百代音樂，並表示已開始錄製新專輯，同時宣布該專輯將於同年5月12日發行。她表示：「EMI Capitol是一個全新的環境，在音樂資源上相當豐富，給了我很大的空間做我想做的事情」。同年3月15日，媒體透露專輯錄製進度已達八成，主打歌曲已確定。同月25日，媒體報導蔡依林已完成新專輯錄製。

## 創作
該歌曲節奏俐落流暢，融合異國情調，節奏感強烈，歌詞琅琅上口。

## 音樂影片
2006年4月27日，蔡依林發布〈舞孃〉的MV，由賴偉康和比爾賈共同執導。MV中的舞蹈融合雷鬼舞、嘻哈舞和中東舞，形成名為「光波舞」的編舞風格，透過臀部和胸部動作在柔軟流暢中展現爆發力。蔡依林為追求不同視覺效果，於MV中加入韻律體操的彩帶元素。她表示是在宣傳期間觀看電視時看到彩帶動作後，主動要求學習並加入日後舞蹈編排，最後決定將其運用於〈舞孃〉。她亦提到體操訓練強度高，需進行如180度拉腿等體形訓練，每次訓練後常感極度疲憊。

## 商業表現
該歌曲獲得2006年臺灣Hit FM年度百首單曲第33名。

## 評價
台北之音評價該歌曲為異國風格鮮明、節奏強勁的主打作品，蔡依林挑戰帶有中東風味的舞曲，呈現新鮮且具吸引力的風格。評價指出，MV中她以彩帶舞展現不同於以往的視覺效果，並在間奏中展現高難度瑜珈動作，形象轉變明顯。3C Music中文唱片評論網評價指出，歌曲旋律流暢，未流於過去的即食風格，融合雷鬼音樂的Offbeat節奏，使歌曲更具力度。

## 獎項
2006年8月6日，該歌曲獲得新城國語力頒獎禮2006新城國語力年度歌曲大獎和新城國語力歌曲。同年10月28日，該曲獲得第六屆全球華語歌曲排行榜二十大最受歡迎金曲。同年12月15日，獲得2006年音樂先鋒榜港台十大先鋒金曲。
2007年1月25日，獲得第13屆全球華語音樂榜中榜港台年度最佳歌曲獎。同年2月2日，獲得2006年度KKBox數位音樂風雲榜年度二十大單曲。同月3日，獲得2007年Hito流行音樂獎年度十大華語歌曲。
同年5月4日，阿弟仔憑藉歌曲入圍第18屆金曲獎最佳單曲製作人獎。同月20日，獲得第四屆勁歌王年度總選國語金曲獎。同年6月29日，獲得2006年度Music Radio中國Top排行榜年度最佳金曲。

## 現場表演

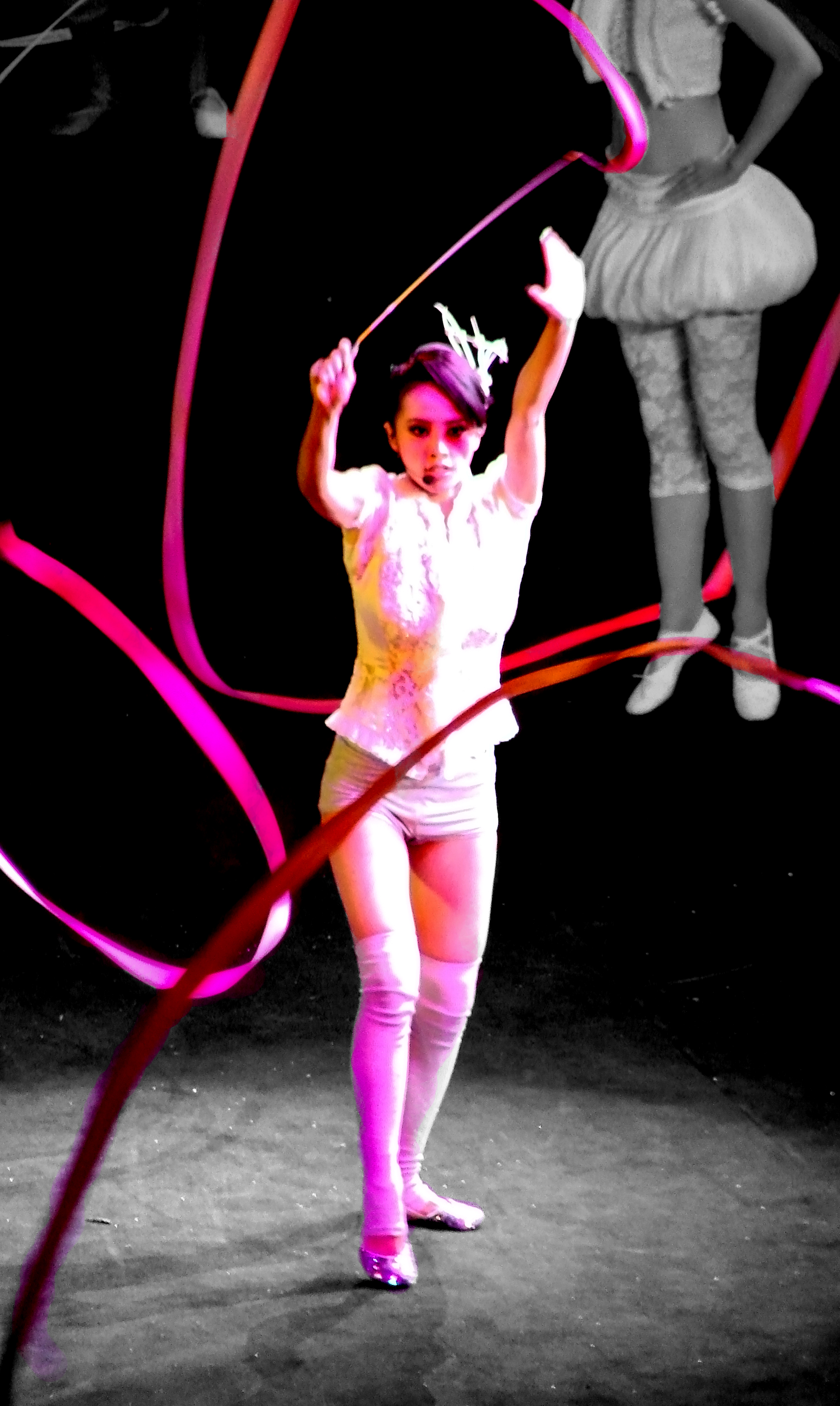
2007年4月7日，蔡依林在新加坡舉辦的「唯舞獨尊世界巡迴演唱會」上表演〈舞孃〉。

2006年5月6日，蔡依林參加「2006年MTV亞洲大獎」，演唱〈舞孃〉。同月26日，參加「金曲Orz演唱會」，演唱〈舞孃〉。同月27日，參加「樂派對」，演唱〈舞孃〉。同月30日，錄製中視綜藝節目《綜藝大哥大》，演唱〈舞孃〉。同年6月4日，參加齊魯電視台綜藝節目《粉絲大派送》，演唱〈舞孃〉。同年7月13日，參加「2006志願北京7·13演唱會」，演唱〈舞孃〉。同月21日，參加「ZPop熟男勁女慈善演唱會」，演唱〈舞孃〉。
同月24日，錄製東方衛視綜藝節目《天地英雄校園行》，演唱〈舞孃〉。同月25日，參加「夏日音樂祭」，演唱〈舞孃〉。同月26日，在北京市舉辦「《舞孃》搜狐Online音樂會」，演唱〈舞孃〉。同年8月6日，參加「新城國語力頒獎禮2006」，演唱〈舞孃〉。同月9日，參加翡翠台綜藝節目《勁歌金曲》，演唱〈舞孃〉。同月14日，參加「My FM 8週年音樂魔幻之旅」，演唱〈舞孃〉。同年9月1日，參加「MTV封神榜萬人演唱會」，演唱〈舞孃〉。

## 曲目
臺灣宣傳CD
1. 〈舞孃〉——3:04

中國大陸宣傳CD
1. 〈舞孃〉——3:04
2. 〈假裝〉——5:15

## 幕後人員
- 蔡依林—和聲
- 阿弟仔—和聲
- 陳文駿—錄音師
- 強力錄音室—錄音室、混音室
- 王俊傑—混音師

## 發行歷史
| 地區     | 日期          | 格式     | 經銷商   |
| -------- | ------------- | -------- | -------- |
| 臺灣     | 2006年4月26日 | 電台播放 | 百代音樂 |
| 中國大陸 | 2006年4月26日 | 電台播放 | 步升大風 |

## 外部連結
- YouTube上的〈舞孃〉（2006年MTV亞洲大獎現場表演）
- YouTube上的〈舞孃〉（第18屆金曲獎現場表演）